# Leopold Heinrich Wilhelm Lentze
Leopold Heinrich Wilhelm Lentze, auch Leopold Heinrich Wilhelm Lenz (* 1. März 1753 in Burg (bei Magdeburg); † 28. Juni 1828 in Frankfurt (Oder)) war ein deutscher evangelischer Geistlicher.

## Leben
Leopold Heinrich Wilhelm Lentze wurde als Sohn von Stephan Christoph Lentze (* 25. Oktober 1717 in Stendal; † 7. Februar 1758 in Cottbus), Feldprediger beim Infanterie-Regiment des Prinzen Georg Wilhelm von Hessen-Darmstadt in Burg bei Magdeburg und dessen Ehefrau Sophie Charlotte (* 1720; † etwa 1770), Tochter des Ratmannes Siegfried in Burg bei Magdeburg, geboren. Er hatte noch drei Brüder, einer davon war Stephan Otto Christoph Lentze (* 25. Februar 1755 in Cottbus; † 14. März 1822 in Böhne), Pastor.
Leopold Heinrich Wilhelm Lentze besuchte die Schule in Burg bei Magdeburg und anschließend das Gymnasium im Kloster Berge bei Magdeburg von 1767 bis 1771.
1771 begann er ein Theologie- und Philologie-Studium an der Universität Halle, dort befanden sich bereits seine drei Brüder. 1773 schloss er das Studium ab und wurde Hauslehrer bei von Arnim in Kröchlendorff bei Prenzlau; er unterrichtete dessen Sohn, der zwei Jahre später die Universität besuchte. Daraufhin wurde er Hauslehrer beim Oberamtmann Bolte in Neuhof bei Gorlosen, um dessen einzigen Sohn zu unterrichten. Hier blieb er drei Jahre und erwarb die Freundschaft seines Zöglings, die bis zu seinem Tod hielt.
1778 wurde Leopold Heinrich Wilhelm Lentze im gleichen Infanterie-Regiment in Burg Feldprediger, wie bereits sein Vater zuvor. Das Regiment stand unter dem Kommando von Johann Adolph von Nassau-Usingen und wurde später von General Wenzeslaus Christoph von Lehwaldt kommandiert. Mit diesem Regiment nahm er am Feldzug gegen die Österreicher im Bayerischen Erbfolgekrieg teil. 1787 wurde das Regiment von Burg nach Crossen verlegt.
1788 wurde er Oberprediger und Inspektor in Sandau. In diesem Amt blieb er bis zum Herbst 1827. Nach seiner Ernennung zum Superintendenten war er in seiner Diözese für 2 Städte und 40 Dörfer zuständig.
Im Herbst 1827 bat er um seine Zurruhesetzung wurde daraufhin emeritiert. Er zog zu seiner verheirateten Tochter nach Frankfurt (Oder), die sein letztes noch lebendes Kind war.
1781 heiratete er Marie (* unbekannt; † 1814), die Tochter des Postmeisters Treviman in Burg bei Magdeburg. Gemeinsam hatten sie sechs Kinder.